# Derek Cecil
Derek Cecil (* 5. Januar 1973 in Amarillo, Texas) ist ein US-amerikanischer Schauspieler.

## Karriere
Cecil ist seit Mitte der 1990er Jahre als Schauspieler aktiv. Er ist vor allem in verschiedenen Fernsehproduktionen zu sehen. In den 2000er Jahren trat er auch vermehrt in Kinoproduktionen in Erscheinung. Seit 2014 spielt Cecil in der Fernsehserie House of Cards die Rolle des Pressesekretärs Seth Grayson.
Cecil wurde 2015 und 2016 für den Screen Actors Guild Award jeweils in der Kategorie Bestes Schauspielensemble in einer Dramaserie für House of Cards nominiert.

## Filmografie (Auswahl)

### Filme
- 2002: Men in Black II
- 2005: Mall Cop
- 2008: Recount
- 2009: Eiskalte Verführung (Winter of Frozen Dreams)
- 2010: 72 Stunden – The Next Three Days (The Next Three Days)
- 2013: Too Big to Fail – Die große Krise (Too Big to Fail)
- 2013: Parker
- 2019: The Tomorrow Man

### Fernsehen
- 1998: Nash Bridges (Folge 3x18)
- 2000: The Beat (13 Folgen)
- 2000: Law & Order: Special Victims Unit (Folge 2x08)
- 2001–2002: Das Geheimnis von Pasadena (Pasadena) (11 Folgen)
- 2002: Push, Nevada (8 Folgen)
- 2005–2008: Law & Order (2 Folgen)
- 2006: Masters of Horror (Folge 1x12)
- 2007: Gossip Girl (Fernsehserie) (Folge 1x11)
- 2008: Fringe – Grenzfälle des FBI (Fringe) (Folge 1x2)
- 2009: Mercy (Folge 1x4)
- 2009: Good Wife (The Good Wife) (Folge 1x5)
- 2010: Grey’s Anatomy (Folge 6x18)
- 2011: Criminal Intent – Verbrechen im Visier (Law & Order: Criminal Intent) (Folge 9x6)
- 2011: Unforgettable (Folge 1x9)
- 2011–2012: Treme (7 Folgen)
- 2013: Zero Hour (Folge 1x10)
- 2013–2014: Banshee (6 Folgen)
- 2014–2018: House of Cards (42 Folgen)
- seit 2020: The Outsider
- 2023: Tom Clancy’s Jack Ryan
- 2023: Eine Frage der Chemie (Lessons in Chemistry, Fernsehserie)